# Friedrich Peters (Theologe)
Friedrich Peters, auch: Friedrich Petri (* 10. März 1549 in Hallerspring; † 21. Oktober 1617 in Braunschweig) war ein deutscher evangelischer Theologe und Sammler von Sprichwörtern.

## Leben
Peters besuchte die Schule in Hildesheim und ab 1569 unter Michael Neander die Klosterschule Ilfeld. Ab 1571 studierte an der Universität Wittenberg, wo er 1574 den akademischen Grad eines Magisters erwarb. Daraufhin wurde er Lehrer in Braunschweig und 1578 dort Prediger an der Andreaskirche, 1598 nahm man ihn als Senior im geistlichen Ministerium auf. 1605 wurde er Koadjutor des Braunschweiger Stadtsuperintendenten. Sein Schwiegersohn war der Pastor Barthold Völkerling.
Peters hatte 1574 das Lukasevangelium aus dem Griechischen übersetzt und beteiligte sich als Vertreter der lutherischen Orthodoxie mit Streitschriften an der Auseinandersetzung mit den Vertretern des Calvinismus. So ergriff er etwa 1588 mit einer Begrüßungsschrift Partei für den soeben aus kursächsischen Diensten in das Amt des Braunschweiger Stadtsuperintendenten gewechselten Polykarp Leyser den Älteren, der an der Abfassung der Konkordienformel mitgewirkt hatte und ein strikten Verfechter der Ubiquitätslehre war.
Besonders ist er durch die umfangreichste deutsche Sprichwortsammlung des 16. und 17. Jahrhunderts bekannt geworden (Der Teutschen Weissheit …). Sie enthält 21.643 Einträge, die aus mündlich überliefertem Material, älteren Sammlungen und Dichtungen alphabetisch zusammengetragen wurden. Die Sammlung zeigt anschaulich Sprachwitz und volkstümliche Vielfalt der barocken Lebenswelt; sie ist bis heute eines der wichtigsten Nachschlagewerke für Sprichwörter der Barockzeit. Das Werk gliedert sich in drei Teile: Im ersten Teil werden Gott, Glaube und Ketzerei behandelt, im zweiten Teil Laster, Tugend und Fährnisse des Lebens und im abschließenden dritten, kleineren Teil folgen zynische Sentenzen. Typische Sprichwörter sind „Ein starcker, der an krankheit leit, hat mit dem tode gewissen streit“, „Recht richten ist recht“, „Thorheit macht arbeit“ und „In einem Schaffs Kleit steckt offt ein Wolff verborgen“.

## Schriften
- Sonn- und Festtags-Evangelien.
- Vom blinden Zinskauf. Erfurt 1586.
- Calvinianorum Nestorianismus. 1613.
- Gründtlicher Bericht…, Ob Thumherrn und ihre Adjuncten …, der Stifftslehen mit gutem Gewissen genießen können. 1618.
- Der Teutschen Weissheit…. 1604/1605 Faksimile Ausgabe 1983.